# ステラ・ネルビーニ
ステラ・ネルビーニ（Stella Nervini, 2003年9月10日 - ）は、イタリアの女子バレーボール選手。イタリア代表。

## 来歴

### クラブチーム
ミラノ出身。ジュニアのクラブチームを経て、2020年、クラブイタリアへ入団。2022年7月、キエーリ'76へ移籍し、2022/23シーズンのイタリアセリエA1リーグで5位、CEVチャレンジカップで優勝した。2023年6月、ベルガモへの移籍が発表され、1シーズンプレーした。2024年5月、イル・ビゾンテ・フィレンツェへの移籍が発表され、チームのエースとして活躍した。2025年5月、再びキエーリ'76と契約した。

### 代表チーム
アンダーカテゴリーの代表として2019年、U-18世界選手権に出場し銀メダルを獲得した。2021年、オランダで開催されたU-20世界選手権に出場し金メダルを獲得した。2023年8月、U-21世界選手権に出場し銀メダルを獲得し、自身はベストアウトサイドヒッター賞を受賞した。2024年、シニア代表に初選出され、同年5月の国際親善試合でデビューした。2025年、ネーションズリーグに出場した。

## 球歴
- ネーションズリーグ - 2024年、2025年

## 受賞歴
- 2023年 - U-20世界選手権 ベストアウトサイドヒッター賞

## 所属クラブ
- CS San Michele Firenze Volley（2016-2017年）
- Volleyrò Casal de Pazzi（2018-2020年）
- クラブ・イタリア（2020-2022年）
- キエーリ'76（2022-2023年）
- ベルガモ（2023-2024年）
- イル・ビゾンテ・フィレンツェ（2024-2025年）
- キエーリ'76（2025年-）